# 5T busz (Veszprém)
A veszprémi 5T jelzésű autóbusz a Kádártai úti forduló és a Haszkovó forduló között közlekedik halottak napja környékén. A vonalat a V-Busz Veszprémi Közlekedési Kft. üzemelteti.

## Története
2019. november 1-jétől 3-áig 5A jelzéssel temetői járatot indított a V-Busz Kft.
2020. október 31-én és november 1-jén 5T jelzéssel jár a Kádártai úti forduló és a Haszkovó forduló között.

## Útvonala
| Haszkovó forduló felé | Kádártai úti forduló felé |
| --- | --- |
| Kádártai úti forduló vá. – Kádártai út – Hold utca – Cholnoky Jenő utca – Vilonyai utca – Lóczy Lajos utca – Cholnoky Jenő utca – Ady Endre utca – Diófa utca – Budapest út – Mindszenty József utca – Brusznyai Árpád utca – Megyeház tér – Óvári Ferenc utca – Dózsa György utca – Szent István völgyhíd – Völgyhíd tér – Pápai út – Tizenháromváros tér – Táncsics Mihály utca – Szent István utca – Avar utca – Juhar utca – Táncsics Mihály utca – Szent István utca – Dózsa György tér – Csalogány utca – Tüzér utca – Házgyári út – Jutasi út – Haszkovó utca – Haszkovó forduló vá. | Haszkovó forduló vá. – Haszkovó utca – Jutasi út – Házgyári út – Tüzér utca – Csalogány utca – Dózsa György tér – Szent István utca – Avar utca – Juhar utca – Táncsics Mihály utca – Tizenháromváros tér – Pápai út – Völgyhíd tér – Szent István völgyhíd – Dózsa György utca – Óvári Ferenc utca – Megyeház tér – Brusznyai Árpád utca – Mindszenty József utca – Ady Endre utca – Cholnoky Jenő utca – Lóczy Lajos utca – Vilonyai utca – Cholnoky Jenő utca – Hold utca – Kádártai út – Kádártai úti forduló vá. |

## Megállóhelyei
Az átszállási kapcsolatok között az azonos útvonalon közlekedő 5-ös busz nincsen feltüntetve.
| 0  | Kádártai úti forduló végállomás     | 32 | 11T, 13, 21, 23 Helyközi buszok                                                 |
| 0  | Bolgár Mihály utca                  | 31 | 6, 8, 11T, 13, 20, 21                                                           |
| 1  | Budapest út                         | 30 | 6, 8, 11, 11T                                                                   |
| 2  | Vilonyai utca                       | 29 | 11, 11T                                                                         |
| 3  | Csillag utca                        | 28 | 11, 11T                                                                         |
| 4  | Lóczy Lajos utca                    | 26 | 7A, 8, 11, 11T                                                                  |
| 4  | Hérics utca                         | 25 | 7A, 8, 11, 11T                                                                  |
| 5  | Cholnoky forduló                    | 24 | 7A, 8, 11, 11T                                                                  |
| 6  | Cholnoky Spar                       | 23 | 7A                                                                              |
| 7  | Ady Endre utca / Cholnoky Jenő utca | 22 | 7A, 8                                                                           |
| 8  | Ady Endre utca                      | 21 |                                                                                 |
| 9  | Diófa utca 2.                       | ∫  | 6, 23                                                                           |
| ∫  | Kabay János utca                    | 20 |                                                                                 |
| 11 | Hotel                               | 19 | 1, 2, 3, 4, 4A, 4B, 6, 7A, 10, 10A, 13, 20, 21, 22                              |
| 13 | Színház                             | 17 | 1, 2, 3, 4, 4A, 4B, 6, 8, 10, 10A, 13, 20, 21 Helyközi buszok Távolsági járatok |
| 14 | Harmat utca                         | 16 | 1, 2, 3, 8, 10, 10A, 20, 21                                                     |
| 15 | Völgyhíd tér                        | 15 | 1, 3, 8, 10, 13, 20, 21                                                         |
| 16 | Pápai út 25.                        | 14 | 1, 3, 8, 10, 13, 20, 21 Helyközi buszok Távolsági járatok                       |
| 17 | Tizenháromváros tér                 | 13 | 3, 12, 13, 18                                                                   |
| 18 | Vértanú utca                        | 9  | 3, 10, 13, 18                                                                   |
| 19 | Avar utca                           | 10 | 3, 10, 13, 18                                                                   |
| 20 | Avar utca / Juhar utca              | 11 | 10, 13                                                                          |
| 21 | Juhar utca                          | 12 | 10, 13                                                                          |
| 23 | Dózsa György tér                    | ∫  | 3, 12, 13, 18                                                                   |
| 24 | Tüzér utca                          | 8  |                                                                                 |
| 25 | Papvásár utca                       | 7  |                                                                                 |
| 26 | Tüzér utcai forduló                 | 6  |                                                                                 |
| 27 | Jutaspusztai elágazás               | ∫  | 4, 18, 18A, 21                                                                  |
| ∫  | Aulich Lajos utca                   | 1  | 2, 10, 11, 18A, 21 Helyközi buszok                                              |
| 30 | Laktanya                            | 0  | 4, 18, 18A, 21                                                                  |
| 31 | Haszkovó forduló végállomás         | 0  | 1, 2, 3, 6, 7A, 8, 10, 10A, 11, 18, 18A, 20, 21                                 |